# Angelina Topić
Angelina Topić (serbisch-kyrillisch Ангелина Топић, * 26. Juli 2005 in Belgrad, Serbien und Montenegro) ist eine serbische Leichtathletin, die sich auf den Hochsprung spezialisiert hat. Ihre Eltern Dragutin und Biljana Topić waren für Jugoslawien und Serbien startend ebenfalls sehr erfolgreiche Leichtathleten im Hoch- und Dreisprung.

## Sportliche Laufbahn
Erste internationale Erfahrungen sammelte Angelina Topić im Jahr 2021, als sie bei den Balkan-Meisterschaften in Smederevo mit übersprungenen 1,82 m den zehnten Platz belegte. Anschließend gelangte sie bei den U20-Europameisterschaften in Tallinn mit 1,83 m auf den achten Platz und bei den U20-Weltmeisterschaften in Nairobi wurde sie mit 1,84 m Sechste. Im Jahr darauf siegte sie mit 1,86 m bei den U20-Balkan-Meisterschaften in Belgrad und belegte anschließend bei den Hallenweltmeisterschaften ebendort mit 1,88 m den neunten Platz. Im Juni übersprang sie in Griechenland 1,95 m und verbesserte sich kurz darauf auf 1,96 m und stellte damit einen serbischen Landesrekord auf und egalisierte auch den U18-Weltrekord. Sie siegte mit 1,90 m bei den U18-Balkan-Meisterschaften in Bar und sicherte sich auch bei den U18-Europameisterschaften in Jerusalem mit 1,92 m die Goldmedaille. Im August gewann sie bei den U20-Weltmeisterschaften in Cali mit 1,93 m die Bronzemedaille und kurz darauf gewann sie auch bei den Europameisterschaften in München mit derselben Höhe die Bronzemedaille hinter der Ukrainerin Jaroslawa Mahutschich und Marija Vuković aus Montenegro. 2023 steigerte sie den serbischen Hallenrekord auf 1,94 m und wurde im März mit derselben Höhe bei den Halleneuropameisterschaften in Istanbul Vierte. Im Mai siegte sie mit 1,94 m bei der Filothei Women Gala und wurde anschließend beim Meeting International Mohammed VI d’Athlétisme de Rabat mit 1,87 m Dritte. Auch beim Meeting de Paris gelangte sie mit neuem Landesrekord von 1,97 m auf Rang drei und wurde auch bei der 2. Liga der Team-Europameisterschaft im Zuge der Europaspiele in Chorzów mit 1,91 m Dritte. Im August siegte sie mit 1,90 m bei den U20-Europameisterschaften in Jerusalem und belegte dort im Weitsprung mit 6,42 m den sechsten Platz. Kurz darauf belegte sie bei den Weltmeisterschaften in Budapest mit 1,94 m im Finale den siebten Platz. Beim Memorial Van Damme wurde sie mit 1,97 m Zweite und zum Saisonabschluss wurde sie beim Prefontaine Classic mit 1,95 m Dritte. Im Jahr darauf siegte sie bei den U20-Balkan-Hallenmeisterschaften in Belgrad mit 1,85 m im Hochsprung sowie mit 6,41 m auch im Weitsprung. Anschließend belegte sie bei den Hallenweltmeisterschaften in Glasgow mit 1,92 m den fünften Platz. Im Mai siegte sie mit 1,94 m bei der Doha Diamond League und anschließend siegte sie mit neuem Landesrekord von 1,98 m beim Meeting International Mohammed VI d’Athlétisme de Marrakesch. Kurz darauf gelangte sie bei den Balkan-Meisterschaften in Izmir mit 6,06 m auf den neunten Platz im Weitsprung. Im Juni gewann sie bei den Europameisterschaften in Rom mit 1,97 m die Silbermedaille im Hochsprung hinter der Ukrainerin Jaroslawa Mahutschich und verpasste im Weitsprung mit 6,29 m den Finaleinzug. Beim Meeting de Paris wurde sie mit 1,98 m Dritte und anschließend ging sie bei den Olympischen Sommerspielen ebendort im Finale nicht mehr an den Start. Kurz darauf siegte sie mit 1,91 m bei den U20-Weltmeisterschaften in Lima.
2025 gewann sie bei den Halleneuropameisterschaften in Apeldoorn mit einer Höhe von 1,95 m die Silbermedaille hinter der Ukrainerin Jaroslawa Mahutschich. Kurz darauf belegte sie bei den Hallenweltmeisterschaften in Nanjing mit derselben Höhe den vierten Platz. Im Mai siegte sie mit 1,94 m beim Hanžeković Memorial und im Juni wurde sie bei der 2. Liga der Team-Europameisterschaft in Maribor mit 1,93 m Zweite hinter der Belgierin Merel Maes. Daraufhin siegte sie mit 1,95 m bei den U23-Europameisterschaften in Bergen.
In den Jahren von 2021 bis 2024 wurde Topić serbische Meisterin im Hochsprung im Freien sowie 2021, 2024 und 2025 auch in der Halle. Zudem wurde sie 2023 auch Landesmeisterin im Weitsprung.

## Persönliche Bestleistungen
- Hochsprung: 1,98 m, 19. Mai 2024 in Marrakesch (serbischer Rekord)
- Weitsprung: 6,58 m (+1,9 m/s), 30. Juli 2023 in Kraljevo

## Auszeichnungen
- Piotr-Nurowski-Preis (2022)[2]
- Europas Leichtathletin des Jahres: Aufsteigerin des Jahres (2023)[3]